# Al-Mustakfi I.
al-Mustakfi I. (arabisch المستكفي الأول, DMG al-Mustakfī al-auwal) regierte von 1302, nach anderen Angaben ab 1303 bis 1340 als 40. abbasidischer Kalif in Kairo. Er war der Nachfolger von al-Hakim I. Er ist nicht zu verwechseln mit dem 22. abbasidischen Kalifen al-Mustakfi, der zwischen 944 und 946 in Bagdad regierte.
Die Abbasiden-Kalifen in Kairo dienten allein der Herrschaftslegitimation der in Ägypten regierenden Mamluken-Sultane und hatten keinerlei politischen Einfluss.